# Niek de Boer
Nicolaas Abraham "Niek" de Boer (Deventer, 29 december 1924 – Haarlem, 19 januari 2016) was een Nederlands stedenbouwkundige en hoogleraar stedenbouw. Hij groeide op in Deventer en studeerde in 1955 af als architect aan de Technische Hogeschool in Delft.
De Boer werd in 1955 de stedenbouwkundige van de gemeente Emmen en later directeur van de Provinciale Planologische Dienst van de provincie Zuid-Holland. Hierna werd hij hoogleraar stedenbouwkundig ontwerpen aan de Technische Universiteit te Delft. Ook was hij jarenlang redacteur van het blad Wonen-TABK.
De Boer introduceerde het begrip woonerf gedurende de ontwikkeling van woonwijken in Emmen, waar hij aan het eind van de jaren zestig bij betrokken was. Hij was een tegenstander van de groeigemeenten of slaapsteden die de grote steden lieten leeglopen. In zijn publicatie De Randstad bestaat niet beargumenteerde hij, dat de ontwikkeling van de bestaande grote steden voorrang moet krijgen ten opzichte van de Randstad.